# Pseudechinolaena camusiana
Pseudechinolaena camusiana är en enhjärtbladig växtart som beskrevs av Bosser. Pseudechinolaena camusiana ingår i släktet Pseudechinolaena och familjen gräs. En underart finns: P. c. tricistata.